# Замок Даннидир
Замок Даннидир (англ. Dunnideer) — шотландский замок, который расположен в области Абердиншир в Шотландии.

## История замка
Замок построен на холме на месте древней крепости пиктов. До начала XVIII века находился в собственности семьи Тири.